# Irene Caroline Diner Koenigsberger
Irene Caroline Diner Koenigsberger (21 de setembro de 1896 - 18 de agosto de 1985) foi uma química americana conhecida por descobrir um método para determinar a vida útil de produtos de borracha.

## Infância e educação
Koenigsberger nasceu na cidade de Nova York, filha do Dr. Jacob Diner e Jeaneatte (nascida Dëlowe) Diner. O seu pai, que nasceu na Rússia e era de ascendência judaica, fundou e foi o primeiro reitor da Faculdade de Farmácia da Universidade de Fordham. Ela tinha um irmão, Milton, que se tornou empresário de Nova York.
Koenigsberger foi educada no Hunter College, onde obteve o seu diploma de bacharel em 1917. Ela continuou a estudar e obteve o seu mestrado na Columbia University em 1918 e um doutoramento em química na New York University em 1921.
No decorrer da sua pesquisa de doutoramento sobre a estrutura molecular da borracha, Koenigsberger descobriu uma maneira de discernir a vida útil dos produtos de borracha, especialmente pneus de borracha. Apesar da pressão dos fabricantes de pneus e automóveis por acesso exclusivo, ela recusou-se a patentear a sua descoberta e preferiu tornar as informações disponíveis ao público.

## Carreira
Após obter o seu doutoramento, Koenigsberger trabalhou para o Serviço de Guerra Química do Exército dos Estados Unidos como química associada. Na década de 1930, ela foi contratada pela National Voice Amplifying Company como química-chefe e passou a trabalhar para o Departamento de Guerra dos Estados Unidos durante a Segunda Guerra Mundial.
Koenigsberger era membro da American Chemical Society e era membro do American Institute of Chemists.